# Paulo Magalhaes
Paulo Cezar Magalhães Lobos (Porto Alegre, 14 dicembre 1989) è un calciatore brasiliano naturalizzato cileno, difensore del Dep. Rengo.

## Biografia
È nato da padre brasiliano e madre cilena.

## Caratteristiche tecniche
È un difensore centrale.

## Carriera

### Club
Dopo aver giocato con varie squadre cilene, nel 2009 si trasferisce all'Internacional.

### Nazionale
Conta varie presenze con la nazionale cilena.

## Palmarès

### Club

#### Competizioni nazionali
- Campionato cileno: 4

Universidad de Chile: 2011 (A), 2011 (C), 2012 (A), 2014 (A)
- Coppa del Cile: 1

Universidad de Chile: 2012

#### Competizioni internazionali
- Coppa Sudamericana: 1

Universidad de Chile: 2011